# IC 2479
IC 2479 је спирална галаксија у сазвјежђу Лав која се налази на листи објеката дубоког неба у Индекс каталогу.
Деклинација објекта је + 29° 59' 28" а ректасцензија 9h 28m 4,2s. Привидна величина (магнитуда) објекта IC 2479 износи 14,8 а фотографска магнитуда 15,6. IC 2479 је још познат и под ознакама MCG 5-23-2, CGCG 151-89, CGCG 152-8, IRAS 09251+3012, PGC 26866.